# Paludi Morte
Le Paludi Morte (Marese nella nuova traduzione de Il Signore degli Anelli; in originale Marshes) sono un luogo di Arda, l'universo immaginario fantasy creato dallo scrittore inglese J. R. R. Tolkien. Sono ubicate dopo gli Emyn Muil a nord-ovest del Morannon, l'entrata principale a Mordor.
Molte battaglie furono ivi combattute, la più importante delle quali è la Battaglia di Dagorlad nell'anno 3434 della Seconda Era, ai tempi dell'Ultima Alleanza contro il potere di Sauron. Col passare dei secoli, le paludi iniziarono ad estendersi, e ad "ingoiare le tombe", sono infatti qui i morti di quella battaglia, sotto le acque. A detta di Gollum sembra che le paludi siano dotate di una qualche sorta di coscienza collettiva che ha continuato ad espandersi nel tempo. Per motivi non chiari, i cadaveri finiti dentro la palude non si decompongono, rimanendo intatti nel corso dei secoli. Perfino gli animali evitano di avvicinarsi alle paludi. Sam ammette la sua inquietudine non avendo sentito il rumore di nessun animale da quando hanno messo piede nelle paludi.
Nel loro viaggio verso Mordor e la distruzione dell'Unico Anello nell'anno 3019 della Terza Era, Frodo Baggins e Samvise Gamgee attraversano le Paludi guidati dalla creatura Gollum. I cadaveri delle Paludi, come dice Gollum, sono "solo forme che si vedono e non si toccano", e accanto a questi sono accese "piccole candeline", "pallide luci". Gollum racconta di aver provato una volta a prendere le luci e per poco non venne catturato dai morti. Da queste luci Frodo viene attirato, come se fossero collegate al potere dell'Anello, ma poi viene come "risvegliato" da Gollum, che lo riconduce sulla giusta strada.
Nella trasposizione cinematografica di Peter Jackson compaiono nell'episodio Le due torri. Nello specifico la creatura Gollum indica a Frodo Baggins questa via per raggiungere Mordor senza incontrare Orchi, che non conoscono questo tragitto o comunque lo evitano. Tra gli acquitrini si notano fuochi fatui e volti di antichi guerrieri che attirano a sé Frodo che rischia di annegare, ma viene poi salvato dallo stesso Gollum. 
Stranamente nel film le ombre che compaiono nell'acqua sono solo di guerrieri uomini ed Elfi mentre nel romanzo tra i cadaveri degli acquitrini vi sono anche degli Orchi e altri uomini alleati di Sauron.